# Nobuyuki Tawara
Nobuyuki Tawara –en japonés, 俵信之, Tawara Nobuyuki– (22 de septiembre de 1964) es un deportista japonés que compitió en ciclismo en la modalidad de pista, especialista en la prueba de velocidad.
Ganó tres medallas en el Campeonato Mundial de Ciclismo en Pista entre los años 1986 y 1988.

## Medallero internacional
| Campeonato Mundial | Campeonato Mundial                | Campeonato Mundial | Campeonato Mundial       |
| Año                | Lugar                             | Medalla            | Competición              |
| ------------------ | --------------------------------- | ------------------ | ------------------------ |
| 1986               | Colorado Springs (Estados Unidos) | Medalla de bronce  | Velocidad individual (P) |
| 1987               | Viena (Austria)                   | Medalla de oro     | Velocidad individual (P) |
| 1988               | Gante (Bélgica)                   | Medalla de bronce  | Velocidad individual (P) |